# نیسی اوگولو
یهوه-نیسی اوگولو، معروف به نیسی، خواننده، ترانه‌سرا و بنیانگذار استودیو انیمیشن کریل نیجریه ای است.
اوگولو در شش سالگی با موسیقی آشنا شد و در دانشگاه وارویک به تحصیل مهندسی مکانیک ادامه داد. پدربزرگ نیسی بنسون ایدونیج است که اولین مدیر گروه فالا آنیکولاپو کوتی است.

## فیلم‌شناسی
- «کیف» (2021)[۱۳]

## آهنگ‌شناسی

### آلبوم
- Ignite (2020)[۱۴]

### تک آهنگ[۱۵]
- "جنایتکار" (۲۰۱۶)
- "توجه کن" (۲۰۱۶)
- "آشنا" (۲۰۱۶)
- "Over Here" (2019)
- "Move X2" (2021)
- "Hold" (2021)
- "گرانش" (۲۰۲۲)
- "بیش از حد فکر کردن" (۲۰۲۲)